# Quận Graves, Kentucky
Quận Graves là một quận thuộc tiểu bang Kentucky, Hoa Kỳ.
Quận này được đặt tên theo Major Benjamin Franklin Graves, người lính trong chiến tranh 1812.. Theo điều tra dân số của Cục điều tra dân số Hoa Kỳ năm 2000, quận có dân số 37.028 người. Quận lỵ đóng ở Mayfield6.

## Địa lý
Theo Cục điều tra dân số Hoa Kỳ, quận có diện tích 1441 km2, trong đó có 2 km2 là diện tích mặt nước.